# Сьвенцехова
Сьвенцехова (пол. Święciechowa) — село в Польщі, у гміні Свенцехова Лещинського повіту Великопольського воєводства.
Населення — 2756 осіб (2011).
У 1975-1998 роках село належало до Лешненського воєводства.

## Демографія
Демографічна структура станом на 31 березня 2011 року:
|          | Загалом | Допрацездатний вік | Працездатний вік | Постпрацездатний вік |
| -------- | ------- | ------------------ | ---------------- | -------------------- |
| Чоловіки | 1375    | 323                | 970              | 82                   |
| Жінки    | 1381    | 265                | 867              | 249                  |
| Разом    | 2756    | 588                | 1837             | 331                  |